# Jürgen K. Hultenreich

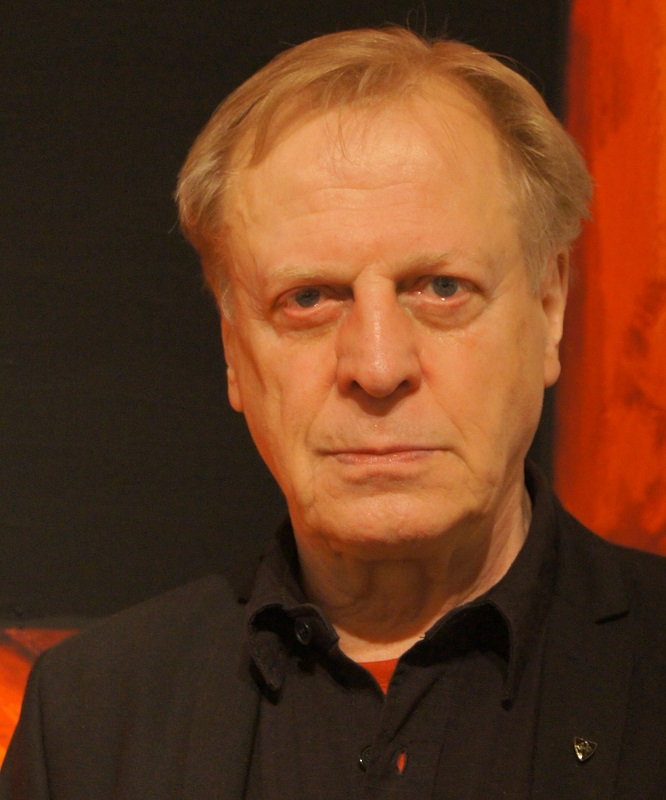
Jürgen K. Hultenreich (2018)

Jürgen K. Hultenreich (* 1948 in Erfurt) ist ein deutscher Autor.

## Leben
Hultenreich wuchs in Erfurt auf und arbeitete dort als Schaufensterdekorateur, Musiker, Bibliothekar und Lyrikrezensent. 1966 war er nach einem Fluchtversuch sechs Monate in Erfurt inhaftiert und wurde während dieser Zeit für drei Wochen in die Psychiatrische Klinik Mühlhausen-Pfafferode zwangseingewiesen. 1985 wurde ihm die Ausreise aus der DDR gestattet. Seitdem lebt er in Berlin-Wedding als freier Schriftsteller. Er verfasst Beiträge für den Rundfunk und das Fernsehen. Hultenreich ist Erster Landkomtur der Evangelischen Bruderschaft St. Georgs-Orden.

## Publikationen
- Mein Erfurt Ullstein, Frankfurt am Main/Berlin, 1994 ISBN 978-3550067303
- mittenmang – Eindrücke aus den Berliner Bezirken Mitte und Prenzlauer Berg Investitionsbank Berlin, 1995
- Einschüsse Corvinus Presse, 2003 ISBN 978-3910172814
- Im Koffer nur Steine. Mit Hans-Hendrik Grimmling: Mehrfarbige Siebdrucke. Edition Mariannenpresse, Berlin 2004. ISBN 3-926433-34-5.
- Westausgang 64 Stories Vorwerk 8 Verlag, Berlin 2005 ISBN 3930916738
- Versager Enden Scheintot Brockmeyer, 2012 ISBN 978-3819608902
- Die Schillergruft WEIDLER-Buchverlag ISBN 3-89693-173-3 überarbeitet bzw. erweiterte 2. Auflage bei A.B.Fischer 2013 ISBN 978-3937434568
- VENEDIG – eine literarische Zeitreise Edition A.B. Fischer, 2015 ISBN 978-3819608902
- Ziele stehen im Weg – Aphorismen Vorwerk 8, 2016 ISBN 978-3940384867
- Das Bamberg des E.T.A.Hoffmann (WEGMARKEN. Lebenswege und geistige Landschaften) Edition A.B.Fischer, 2016 ISBN 978-3937434780
- Hölderlin – Das halbe Leben Edition A.B. Fischer, Berlin 2018 ISBN 978-3937434940
- Friedrich Rückert in Neuses Edition A.B. Fischer, Berlin 2024 ISBN 978-3-948114-21-3

## Preise
- 1990 Marburger Literaturpreis
- 2006 Stipendium Künstlerhaus Edenkoben
- 2013 Kester-Haeusler-Ehrengabe der Deutschen Schillerstiftung von 1859